# NGC 7031
NGC 7031 este o galaxie situată în constelația Lebăda. A fost descoperită în 21 septembrie 1788 de către William Herschel.